# 江城区
江城区是中国广东省阳江市下辖的一个市辖区、位於陽江市南部，市委、市政府駐地，陽江市政治、經濟、文化、交通和信息中心。西接壤陽西縣，東接壤陽東區，北接壤陽春市，南面臨南海，處濱海低山丘陵地帶，依山沿江臨海。區人民政府駐南恩街道漠江路。

## 行政区划
江城区下辖8个街道办事处、4个镇：
南恩街道、城南街道、城北街道、中洲街道、城东街道、岗列街道、城西街道、白沙街道、埠场镇、平冈镇、闸坡镇、双捷镇和阳江林场罗琴分场。

## 人口
據《廣東省陽江市2010年六次中國人口普查主要數據公報》，截至2010年11月1日零時，陽江市江城區人口數達676858人，其中：男性348773人，女性323085人。
根據第七次全国人口普查數據，截至2020年11月1日零時，江城區常住人口673984人。

## 交通

### 公路
- 沈海高速、 罗阳高速、 228国道、 234国道、 325国道

### 鐵路
- 陽江站：深湛鐵路

## 风景名胜
- 石觉寺
- 岗背塔